# The Sin of Harold Diddlebock
The Sin of Harold Diddlebock is een Amerikaanse filmkomedie uit 1947 onder de regie van Preston Sturges. De film werd later opnieuw uitgebracht onder de titel Mad Wednesday.

## Verhaal
De klerk Harold Diddlebock wil dolgraag trouwen met een buurmeisje. Als hij zijn baan verliest, valt die droom aan diggelen en hij wil zijn verdriet verdrinken. Hij krijgt een eigenaardig drankje en raakt helemaal in de war.

## Rolverdeling
| Acteur            | Personage         |
| ----------------- | ----------------- |
| Harold Lloyd      | Harold Diddlebock |
| Jimmy Conlin      | Wormy             |
| Raymond Walburn   | E.J. Waggleberry  |
| Rudy Vallee       | Lynn Sargent      |
| Edgar Kennedy     | Jake              |
| Arline Judge      | Manicure          |
| Franklin Pangborn | Formfit Franklin  |
| Lionel Stander    | Max               |
| Margaret Hamilton | Flora             |
| Jack Norton       | James R. Smoke    |
| Robert Dudley     | Robert McDuffy    |
| Arthur Hoyt       | J.P. Blackstone   |
| Julius Tannen     | Bijziende bankier |
| Al Bridge         | Wild Bill Hickock |
| Robert Greig      | Algernon McNiff   |